# Tênis de mesa nos Jogos Europeus de 2015
As competições de tênis de mesa nos Jogos Europeus de 2015 foram disputadas na Arena de Baku, em Baku entre 13 e 19 de junho. Foram disputadas 4 modalidades. 

## Calendário
| Junho         | 12 | 13 | 14 | 15 | 16 | 17 | 18 | 19 | 20 | 21 | 22 | 23 | 24 | 25 | 26 | 27 | 28 |
| ------------- | -- | -- | -- | -- | -- | -- | -- | -- | -- | -- | -- | -- | -- | -- | -- | -- | -- |
| Tênis de mesa |    |    |    | 2  |    |    |    | 2  |    |    |    |    |    |    |    |    |    |

|  | Dia de competição |  | Dia de final |

## Medalhistas
Masculino
| Evento              | Ouro                                                    | Prata                                                    | Bronze                                                  |
| ------------------- | ------------------------------------------------------- | -------------------------------------------------------- | ------------------------------------------------------- |
| Individual detalhes | Dimitrij Ovtcharov GER Alemanha                         | Vladimir Samsonov BLR Bielorrússia                       | Kou Lei UKR Ucrânia                                     |
| Equipes detalhes    | POR Portugal João Geraldo Tiago Apolonia Marcos Freitas | FRA França Adrien Mattenet Simon Gauzy Emmanuel Lebesson | AUT Áustria Robert Gardos Stefan Fegerl Daniel Habesohn |

Feminino
| Evento              | Ouro                                             | Prata                                          | Bronze                                                      |
| ------------------- | ------------------------------------------------ | ---------------------------------------------- | ----------------------------------------------------------- |
| Individual detalhes | Li Jiao NED Países Baixos                        | Li Jie NED Países Baixos                       | Melek Hu TUR Turquia                                        |
| Equipes detalhes    | GER Alemanha Han Ying Petrissa Solja Shan Xiaona | NED Países Baixos Li Jie Li Jiao Britt Eerland | CZE Chéquia Hana Matelová Renata Štrbiková Iveta Vacenovská |

## Quadro de medalhas
O quadro de medalhas foi publicado. 
| Ordem | País              | Medalha de ouro | Medalha de prata | Medalha de bronze |    |
| ----- | ----------------- | --------------- | ---------------- | ----------------- | -- |
| 1     | GER Alemanha      | 2               |                  |                   | 2  |
| 2     | NED Países Baixos | 1               | 2                |                   | 3  |
| 3     | POR Portugal      | 1               |                  |                   | 1  |
| 4     | BLR Bielorrússia  |                 | 1                |                   | 1  |
|       | FRA França        |                 | 1                |                   | 1  |
| 6     | AUT Áustria       |                 |                  | 1                 | 1  |
|       | CZE Chéquia       |                 |                  | 1                 | 1  |
|       | TUR Turquia       |                 |                  | 1                 | 1  |
|       | UKR Ucrânia       |                 |                  | 1                 | 1  |
| TOTAL | TOTAL             | 4               | 4                | 4                 | 12 |